# サニーサイドアップ (PR会社)
株式会社サニーサイドアップ（英: SUNNY SIDE UP Inc.）は、東京都渋谷区に本社を置く日本のPR会社。セールスアクティベーション・マーケティング&コミュニケーションなど、ブランドコミュニケーション事業を手がける。
本稿では、2020年1月1日に株式会社サニーサイドアップ（初代）から商号変更された持株会社である株式会社サニーサイドアップグループ（英: SUNNY SIDE UP GROUP INC.）についても記述する。

## 概要
- 企業や商品、イベントなどのPR活動を始め、スポーツ選手や文化人のエージェント活動などを主な業務とする。他にオールデイダイニング『bills』の運営会社など計9社の関連会社を持つ[4]

- 2005年、『ホワイトバンドプロジェクト』の日本展開に関わる[5]。

- 2008年、9月5日に大阪証券取引所ヘラクレスに上場[6]。

- 2014年度 「働きがいのある会社」ランキング3位入賞[7]。

- 2015年7月にSSU DIVERSITY LABが企画した『卵子凍結補助制度』を、日本の民間企業として初導入[8]。

- 2023年度 『東京都女性活躍推進大賞』の事業者部門 大賞を受賞[9]。

## 沿革
1985年
- 7月　東京都中野区に設立。創業メンバーは次原悦子と松本理永（現:サニーサイドアップ 取締役）と実母の3人だった[10][11]。

1991年
- 7月　マネジメント事業を開始。マネジメント契約の第1号として、トライアスリート宮塚英也と契約締結。[12]。

1993年
- 5月　Jリーグ発足に合わせ前園真聖のマネジメントを担当[12]。

1995年
- 7月　本社を東京都新宿区愛住町に移転[12]。
- 元サッカー日本代表の中田英寿とは、すでにマネジメントを担当していた前園真聖の紹介で、中田が当時19歳の時にマネジメント契約を締結。その後、海外への移籍やCM出演などに携わる。

1998年
- 1月　中田英寿のマネジメント契約を締結[12]。
- 7月　マネジメント部を設置[12]。

2000年
- 7月　エンタテインメント事業部を設置しコンテンツ開発事業を開始[12]。

2003年
- 6月　北島康介のマネジメント契約を締結[12]。

2004年
- ビル・グレンジャーと契約し、2008年にオーストラリアの人気レストラン「bills」を七里ガ浜に出店する。以後は横浜・お台場・表参道などにも出店。

2005年
- 1月　本社を東京都渋谷区千駄ヶ谷へ移転[12]。
- 貧困撲滅の世界的アドボカシー活動「ホワイトバンドプロジェクト」を日本国内で展開。

2006年
- 2月　マネジメント本部内にアスリート部及びスペシャリスト部を設置[12]。
- 7月　株式会社ワイズインテグレーションを完全子会社化。SP・MD事業を開始[12]。

2008年
- 9月　大阪証券取引所ヘラクレスに株式上場[12][6]。
- 11月　株式会社フライパンを合弁で新設し、billsの直営化を開始[12][13]。

2009年
- 7月　本社を現在の東京都渋谷区千駄ヶ谷に再移転[12]。

2011年
- 1月　WIST INTERNATIONAL LIMITEDの株式60％を取得し子会社化[12][14]。

2012年
- 7月　株式会社クムナムエンターテインメントを新設し、100％子会社化[12][15]。
- 7月　Flypan Hawaii, Incを新設し、株式会社フライパンの100％子会社化[12][16]。
- 7月　bills waikiki LLCを新設し、Flypan Hawaii, Incが90%の株式を取得[12][16]。

2013年
- 12月　SUNNY SIDE UP KOREA.INCを新設し、100％子会社化[12][17]。

2014年
- 5月　株式会社NEXTDREAMを合弁で新設し、株式の51％を取得[12]。
- 8月　株式会社サニーサイドアップキャリア[注釈 1]を新設し、100%子会社化[12]。
- 11月　株式会社スクランブルを新設し、100％子会社化[12]。
- 11月　株式会社NEXTDREAMの株式49％を取得、100％子会社化[12][18]。

2015年
- 12月　『OMOTENASHI NIPPON』事業を新設分割により設立したENGAWA株式会社に承継[12][19]。

2017年
- 1月　ENGAWA株式会社の一部株式を譲渡[12][20]。
- 6月　株式会社沖縄イニシアティブの一部株式を譲渡[12]。
- 9月　監査等委員会設置会社へ移行[12][21]。

2018年
- 9月　東京証券取引所市場第二部に市場変更[12][22]。
- 12月　東京証券取引所市場第一部に市場変更[12][23]。

2019年
- 7月　株式会社サニーサイドアップパートナーズ[注釈 2]を新設[24]。
- 8月　持株会社体制への移行を目的として、株式会社サニーサイドアップ分割準備会社を新設[24]。
- 8月　株式会社AnyUpを合弁で新設し、株式の49%を取得[24]。
- 12月　株式会社Grillを合弁で新設し、株式の35%を取得[24]。

2020年
- 1月　持株会社制へ移行。株式会社サニーサイドアップの商号を株式会社サニーサイドアップグループへ、株式会社サニーサイドアップ分割準備会社の商号を株式会社サニーサイドアップへそれぞれ商号変更。PR関連事業及びその他関連事業を株式会社サニーサイドアップへ承継[24][25]。
- 3月　株式会社ステディスタディの発行済全株式を取得[24][26]。
- 7月　株式会社アジャイルを新設し、株式の51%を取得[24]。

2021年
- 1月　ENGAWA株式会社の所有全株式をAnyMind Group株式会社に譲渡[24][27]。
- 8月　株式会社サニーサイドアップキャリアを株式会社グッドアンドカンパニーに商号変更。従来の人材紹介事業等に加え、社会課題解決プラットフォーム開発事業を開始[24]。

2022年
- 4月　東京証券取引所の市場区分の見直しにより、プライム市場に移行[24]。

2023年
- 7月　株式会社サニーサイドアップと株式会社スクランブルの吸収合併を実施[24]。
- 9月　株式会社サニーサイドアップと株式会社ワイズインテグレーションの吸収合併を実施[24]。
- 10月　東京証券取引所スタンダード市場へ市場変更[28]。

## 所属スポーツ選手・文化人

### マネジメント
- 朝日健太郎（元ビーチバレー選手）
- 飯島夏樹（ライター）
- 飯島寛子（エッセイスト）
- 五十嵐亮太（元プロ野球選手）
- 江島大佑（プロフェッショナルスイマー）
- 加藤未唯（プロテニスプレイヤー）
- 北園丈琉（体操選手）
- 齋田悟司（車いすテニスプレイヤー）
- 土田真由美（車いすバスケットボールプレイヤー）
- 徳田耕太郎（フリースタイルフットボール）
- 中田英寿（元サッカー選手）
- 仲村拓久未（プロサーファー）
- 二條実穂（元車いすテニスプレイヤー）
- 八村阿蓮（プロバスケットボール選手）
- 張本美和（卓球選手）
- 前園真聖（スポーツジャーナリスト）
- 米田功（メンタルトレーナー）

### アライアンス
- 不在

### スペシャリスト
- ATSUSHI TAKAHASHI（ダンサー）
- コシノジュンコ（デザイナー）

## 過去に所属していた人物

### マネジメント
- 浦田聖子（ビーチバレーボール選手）
- 木戸愛（ゴルフ選手）
- 白井健三（体操選手）
- 村主章枝（フィギュアスケート選手）
- 矢野貴章（サッカー選手）

### アライアンス
- 秋本 デニス（プロアイスホッケープレーヤー）
- 佐藤直子（元プロテニスプレイヤー）
- 徳本一善（元陸上競技）
- 中井孝治（元プロスノーボーダー）
- 名和秋（ボウリング）

### スペシャリスト
- 紙谷太朗（ティアラデザイナー）
- 瀬戸勝之（3Dサウンドデザイナー/プロデューサー）
- 高橋和（将棋棋士）
- 吉田真希子（ビューティフードアドバイザー）